# Андреевка (Великоновосёлковская община)
Андре́евка (укр. Андріївка) — село на Украине, находится в Великоновосёлковском районе Донецкой области. До декабря 1962 года входило в состав Селидовского района Донецкой области.
Основано в 1660 году. Код КОАТУУ — 1421280201. Население по переписи 2001 года составляет 1 652 человека. Почтовый индекс — 85540. Телефонный код — 6243.

## Достопримечательности
- В центре Андреевки стояла одна из старейших в Восточной Украине деревянная церковь Рождества Пресвятой Богородицы (1795—1797 гг.), построенная в стиле классицизма, традиционном для этих мест. Позднее в XIX — начале XX в. при возведении уже каменных храмов в стиле классицизма на юге России были заимствованы приёмы, присущие деревянному зодчеству. И церковь в Андреевке могла по праву считаться их региональной архитектурной прародительницей. В феврале 2025 года церковь была разрушена российским обстрелом[2].

## Адрес местного совета
85540, Донецкая область, Великоновосёлковский район, с. Андреевка, ул.Мира, 50, 93-5-91